# The Fighting Roosevelts
The Fighting Roosevelts er en amerikansk stumfilm fra 1919 af William Nigh.

## Medvirkende
- Francis J. Noonan
- Herbert Bradshaw
- E.J. Ratcliffe